# Clinofibrate
Clinofibrate (INN) (tên thương mại Lipoclin) là một fibrate.